# Le Bouchaud
Le Bouchaud település Franciaországban, Allier megyében. Lakosainak száma 193 fő (2022. január 1.). Le Bouchaud Avrilly, Lenax, Luneau, Montaiguët-en-Forez, Neuilly-en-Donjon, Urbise, Bourg-le-Comte és Céron községekkel határos.

## Népesség
A település népességének változása:
| Lakosok száma | 377  | 277  | 253  | 212  | 203  | 210  | 214  | 212  | 206  | 193  |
|               | 1968 | 1982 | 1990 | 2006 | 2013 | 2015 | 2017 | 2019 | 2020 | 2022 |